# 康斯坦丁·卡扎科夫
康斯坦丁·彼得罗维奇·卡扎科夫（俄语：Константин Петрович Казаков；1902年11月18日—1989年8月25日）是苏联军事将领，炮兵元帅（1962年）。

## 生平
1902年生于图拉。早年在圖拉兵工廠工作。1920年加入俄共（布），1921年参加红军。
1921年至1923年在全俄中央执行委员会联合军事学校学习，毕业后历任排长、炮兵连长和炮兵营长。1936年毕业于伏龙芝军事学院。1938年至1941年，历任苏联驻西班牙和中国的军事顾问。苏德战争初期任日托米爾榴弹炮兵第331团团长。1942年，任西南方面军炮兵部作战处处长，参加斯大林格勒战役。1944年起，历任列宁格勒方面军突击第二集团军炮兵司令、白俄罗斯第二方面军炮兵司令。参加过波罗的海攻势和东普鲁士攻势等战役战斗。苏日战争期间，任远东第1方面军红旗第1集团军炮兵司令。日本投降后，红军进驻哈尔滨，占领火车站等重要设施。8月20日成立哈尔滨卫戍司令部，卡扎科夫中将任司令官。9月16日，在哈尔滨主持庆祝反法西斯战争胜利的阅兵式。
1948年毕业于总参军事学院，1958年起在国防部任职。1962年晋升炮兵元帅。1963年任陆军火箭炮兵司令。1969年7月，国防部总监组成员。
1989年8月25日在莫斯科去世，安葬于新圣女公墓。
主要荣誉：列宁勋章四枚，十月革命勋章一枚，红旗勋章四枚，一级库图佐夫勋章一枚，一级博格丹·赫梅利尼茨基勋章一枚，二级苏沃洛夫勋章两枚，二级库图佐夫勋章、三级在苏联武装力量中为祖国服务勋章各一枚，奖章及外国勋章多枚。

## 出版物
《永远同步兵和坦克在一起（伟大卫国战争重大战役中炮兵战斗行动的历史概述）》，莫斯科1973年第2版。

## 军衔
- 炮兵少将（1943年7月5日）
- 炮兵中将（1945年7月11日）
- 炮兵上将（1955年5月4日）
- 炮兵元帅（1962年4月28日）

## 家庭
- 女儿：赖莎·康斯坦丁诺芙娜·卡扎科娃（1927年4月29日－2014年5月27日）